# Tiziano Aspetti
Tiziano Aspetti (Padova, 1559 – Pisa, 1606) è stato uno scultore italiano.
Assieme a Girolamo Campagna è stato uno dei maggiori scultori attivi in Venezia nell'ultima parte del XVI secolo.
Era particolarmente versato nella lavorazione del bronzo. È noto soprattutto per i bronzi realizzati (1593) per la Basilica di Sant'Antonio di Padova.

## Vita e opere
Aspetti proveniva da una famiglia di insigni tradizioni artistiche: suo nonno Guido Minio, detto Lizzaro, era uno specialista della fusione in bronzo, e suo zio Tiziano Minio era stuccatore e scultore a propria volta. È verosimile che Aspetti abbia ricevuto i primi rudimenti tecnici nel laboratorio di famiglia, ed è possibile che abbia collaborato con Girolamo Campagna in qualità di aiuto. Certamente in virtù dei contatti familiari, nel 1577 a Venezia Aspetti poté passare al servizio di Giovanni Grimani, patriarca di Aquileia. Grimani era un celebre mecenate per gli artisti di quell'epoca, e il suo palazzo ospitava la più nutrita e pregiata collezione di antichità, al di fuori di Roma. Aspetti lavorò per il patriarca per 16 anni, pertanto, a differenza di quanto usavano i suoi colleghi veneziani contemporanei, egli intraprese la carriera quasi in qualità di artista di corte. I Grimani (ceppo da cui provengono ben tre dogi) erano sostenitori del manierismo italiano, e il loro palazzo di famiglia a Santa Maria Formosa conteneva stucchi di Giovanni da Udine, Federico Zuccari e Francesco Salviati. La collezione di antichità dei Grimani era un centro di attrazione irresistibile per ogni viaggiatore che visitasse Venezia all'epoca, e il fatto di aver trascorso la giovinezza in tale ricco ed elegante ambiente (operando anche come restauratore) si riflesse nello splendore delle opere della maturità di Tiziano Aspetti.

### Veneto, prima della metà del 1604
Le prime opere di Aspetti - i mediocri bassorilievi in pietra viva di San Marco e San Teodoro per il "nuovo" ponte di Rialto (1589-1590) e il goffo Gigante in marmo sito in quel che oggi è l'ingresso della Libreria Marciana - non hanno punti di contatto con l'eleganza della sua produzione successiva. Un bassorilievo firmato, sopra al focolare nella Sala dell'Anticollegio del Palazzo Ducale risale al 1589 circa; gli Atlanti che reggono questo camino, già attribuiti ad Aspetti, sono in realtà del Campagna. Suo è invece il rilievo con la Fucina di Vulcano.
Le figure, a grandezza naturale, della Giustizia e della Temperanza nella cappella Grimani sita in San Francesco della Vigna - le prime "prove d'autore" di Aspetti in fatto di bronzi - furono intraprese prima del 28 novembre 1592, data in cui (in una clausola testamentaria) il patriarca Grimani comandava all'artista di terminare dette opere.
Grazie all'attività per il Grimani, la fama di Aspetti giunse rapidamente anche a Padova: sono dei primissimi anni novanta due bassorilievi che riproducono, rispettivamente, San Daniele trascinato da un cavallo e il Martirio di san Daniele, eseguiti per il duomo patavino. Raggio ha suggerito che questi ultimi in origine decorassero l'altare di San Daniele nella cripta e che le fusioni di Padova ne abbiano preso il posto in qualche momento del XIX secolo. Aspetti manifestò le sue attitudini profondamente pittoriche, e dimostrò la sua vera vocazione per la scultura di bassorilievi. Come suo zio, era uno dei pochi scultori veneziani interessati alla tecnica fiorentina della scultura a bassorilievo (a partire dallo stiacciato donatelliano che tanto successo aveva avuto proprio a Padova), e le figure andavano dal leggerissimo rilievo fino al quasi tutto tondo. In effetti, l'artista superò di gran lunga le aspettative della committenza, tanto che venne raddoppiato il compenso dell'artista. In queste scene, la ricchezza spaziale è raggiunta attraverso una varietà di emozioni, pose e trame. Queste ultime oscillano dagli sfondi architettonici composti da mattoni e pietre, a corazze, cuoio e carni nude. L'escursione emotiva, nel Martirio, va dal gretto carnefice che pianta chiodi nel nudo e patetico corpo di san Daniele, agli indifferenti soldati sulla destra ed il ripido crescendo di costernazione degli uomini a sinistra. Un cavallo, laddove un uomo suona un corno da caccia presso un altro cavallo che nitrisce e s'impenna ed un cane che abbaia trasmettono quasi l'illusione di effetti acustici, come nel San Daniele trascinato. Entrambe le scene sono altamente dinamiche. Le allungate, svelte figure con le loro "canoniche" caratteristiche facciali rivelano la conoscenza che Aspetti poteva vantare sia dell'arte ellenistica, sia dello stile manieristico dei suoi tempi. La diffusa lavorazione a bulino, ad intaglio, con marchi a fuoco ed altre tecniche riproducenti uno schema sull'intera superficie attestano il suo amore per gli effetti pittorici, coloristici. Con l'eccezione dell'Annunciazione di Alessandro Vittoria (inizio 1580), sono i primi degni successori dei rilievi in bronzo di Jacopo Sansovino eseguiti per la basilica di San Marco in Venezia.

#### Le opere per ilSanto
Poiché questi bassorilievi furono un successo notevole, il 6 novembre 1593 Aspetti ricevette una commissione di sommo prestigio (e lauto compenso) per progettare un nuovo altare marmoreo nella cappella di Sant'Antonio nell'omonima basilica patavina, da adornare con undici statue di bronzo: tre santi, Antonio stesso (naturalmente), Bonaventura, Luigi di Tolosa e quattro Virtù: Fede, Carità, Temperanza e Fortezza (o Speranza); accompagnati, infine, da quattro angeli cerofori. Questo fu il terzo e ultimo grande complesso monumentale ordinato al Santo, dopo l'altare maggiore di Donatello (completato nel 1453) con le statue di bronzo e i rilievi in marmo che decorano le pareti della cappella di Sant'Antonio. Com'è stato osservato, le statue dei tre santi francescani non sono caratteristici di Aspetti, ma emulano Donatello. Le Virtù - di misura dimezzata rispetto ad una figura umana - comunque, con le loro piccole teste, le figure allungate e gli eleganti drappeggi, riassumono lo stile iconografico di Aspetti in quel periodo.

#### Opere successive nel Veneto
Aspetti aveva finito questo progetto verso il 30 dicembre 1595, quando gli venne commissionato un Cristo per la vasca dell'acqua santa di Giovanni Antonio Minelli de' Bardi nella navata anteriore sinistra, completata l'8 maggio 1599. I busti in bronzo di Sebastiano Venier, Agostino Barbarigo - i trionfatori della battaglia di Lepanto avvenuta nel 1571 - e Marcantonio Bragadin - il difensore di Famagosta martirizzato nel medesimo anno di Lepanto - furono apparentemente modellati e fusi negli anni 1596-1599, come del resto i San Paolo e Mosè realizzati per San Francesco della Vigna (Venezia), dove tuttora si trovano. Ci sono poche facciate di chiese completate a Venezia, e ancor meno sculture di facciata (specie prima del 1600). Il Mosè e il San Paolo di Aspetti, che occupano le nicchie della palladiana facciata di questa chiesa, sono tra i primi bronzi mai posti su una facciata veneziana, e sono anche tra i più belli. La loro materia scura contrasta intensamente con il bianco sfondo marmoreo, e, ben oltre la grandezza naturale, con le loro pose animate, si proiettano poderosamente nella loro composizione architettonica. Completati tali progetti, Aspetti compì il primo viaggio fuori del Veneto di cui si abbia conoscenza. La sua presenza in Carrara è registrata nell'ottobre del 1599, ma nel 1602 aveva fatto ritorno a Venezia.

### Toscana, dalla metà del 1604 in poi
Aspetti lasciò Venezia per sempre in un qualche momento successivo al 3 luglio 1604 per accompagnare a Pisa il nipote di Giovanni Grimani, Antonio IV Grimani, vescovo di Torcello, che era stato nominato nunzio apostolico per la Toscana. Il fatto che il vescovo di Torcello fosse un nipote del patriarca Grimani è una prova dei vitalizi legami di Aspetti con quella famiglia. Gli ultimi anni della vita di Aspetti, trascorsi a Pisa nella casa del conte Camillo Berzighelli, furono altamente produttivi. In questo periodo, realizzò due crocifissi bronzei, un rilievo in bronzo della seconda moglie di Berzighelli (Luisa Paganelli), otto rilievi in bronzo di soggetti mitologici, un Cristo alla colonna con due flagellatori in argento (che Aspetti lasciò in eredità al Santo di Padova; ultima annotazione archivistica nel 1753), un Ercole e Anteo in marmo, un Adone pure in marmo, così come la Leda dormiente. Di tutte queste opere non vi è più traccia.
L'unica scultura superstite degli anni pisani di Aspetti è il rilievo in bronzo del Martirio di san Lorenzo commissionato dal senatore Lorenzo Usimbardi (1547-1636), zio di Berzighelli. Sebbene in tutta la sua storia questo rilievo sia stato il dossale dell'altare nella cappella Usimbardi in Santa Trinita di Firenze, una fonte del XVII secolo afferma che Usimbardi lo aveva ordinato "per un altro posto": se consideriamo che la cappella è dedicata a san Pietro, e che l'opera di Aspetti che stiamo discutendo è l'unico elemento decorativo del luogo che sia estraneo al culto di tale ultimo santo, effettivamente può esserci del vero. Dal momento che, tuttavia, fu un allievo di Aspetti - Felice Palma - a realizzare il resto dell'ornamento scultoreo della cappella, è lecito supporre che, se Aspetti fosse vissuto più a lungo se ne sarebbe occupato personalmente; un crocifisso in bronzo di Palma, sovrastante l'altare, ben potrebbe riflettere un progetto di Aspetti.
Rispetto ai rilievi del Santo, il Martirio di san Lorenzo ammirabile a Santa Trinita mostra una sensibilità più profonda. È meno teatrale, e perfino più pittorico; la luce palpita sull'intera superficie, che pare vibrare dinamicamente. Al centro della composizione - in piena sintonia con la poetica della Controriforma - campeggia l'irremovibilità del martire: nel momento in cui egli viene disteso sulla graticola, Lorenzo volge uno sguardo diagonale verso il cielo, in cui appaiono gli angeli che lo premiano con la palma dei martiri. Lo stile figurativo e i tipi di Aspetti sono molto più muscolari e robusti che nelle sue opere giovanili, e ciò è particolarmente riscontrabile nelle figure rannicchiate nella parte anteriore della gruppo scultoreo, superbamente modellate. È parimenti ovvia la maggior padronanza che l'artista esibisce nella trattazione dei nudi. Ludovico Cigoli progettò la decorazione pittorica della cappella Usimbardi (dal 1605), e, fossero o non fossero stati originariamente concepiti per quel sito, i rilievi di Aspetti ben vi si integrano, dando vita ad un significativo esempio del nascente barocco fiorentino.
Aspetti aggiunse un codicillo al proprio testamento il 27 luglio 1606. A sua richiesta, con spese a carico di Berzighelli, venne seppellito nel chiostro del convento pisano del Carmine, dove sono tuttora presenti un epitaffio e un busto, opera di Felice Palma (1606). Secondo le risultanze, non si sposò né ebbe figli, e istituì propria erede una nipote.

## Accoglienza critica
Quando Aspetti iniziò la sua carriera pubblica negli anni 1590, Alessandro Vittoria aveva virtualmente cessato di lavorare, e Girolamo Campagna monopolizzava le principali commesse per opere di scultura. Sebbene Aspetti avesse battuto Campagna nella gara per l'altare di Sant'Antonio in Padova, non aveva altrettanto successo a Venezia. In effetti, non creò mai una scultura tridimensionale possente tanto quanto l'altare principale di San Giorgio Maggiore a Venezia (1590-1593) o l'altare di San Salvatore (circa 1590), opera di Campagna. Ma quanto a produzione di rilievi, i suoi unici rivali a Firenze erano Giovanni Battista Caccini e il contemporaneo Giambologna; forse è proprio questo il motivo per cui lasciò Venezia per la Toscana. In essa fiorì vistosamente, e finché mancherà una reale conoscenza riguardo ai suoi lavori di cui non è rimasta traccia (specie gli otto bronzi di soggetto mitologico) sarà impossibile formulare un corretto giudizio sulla sua statura di artista.